# Namakab Rud
 (mai 2013).
Si vous disposez d'ouvrages ou d'articles de référence ou si vous connaissez des sites web de qualité traitant du thème abordé ici, merci de compléter l'article en donnant les références utiles à sa vérifiabilité et en les liant à la section « Notes et références ».
Namakababrud (ou Namakab Rud ; persan : نمکاب‌رود / Namakâb Rud) est un village touristique dans la province de Mazandaran, en Iran. Un téléphérique est installé à Namakabroud pour connecter les côtes de Mer Caspienne et les sommets d’Alborz, en traversant les forêts denses du Nord de l’Iran. Dans ce village il existe des villas pour passer les vacances et profiter de la nature de cette région. 
Namakabroud est situé à 12 km à l’est de Tchalous et s’étend sur une superficie de 650 hectares, avec la mer Caspienne au nord et Madoban (Alborz) au sud.  Avec les parcs de violettes et la forêt dense de Madoban cette région offre des paysages splendides. 

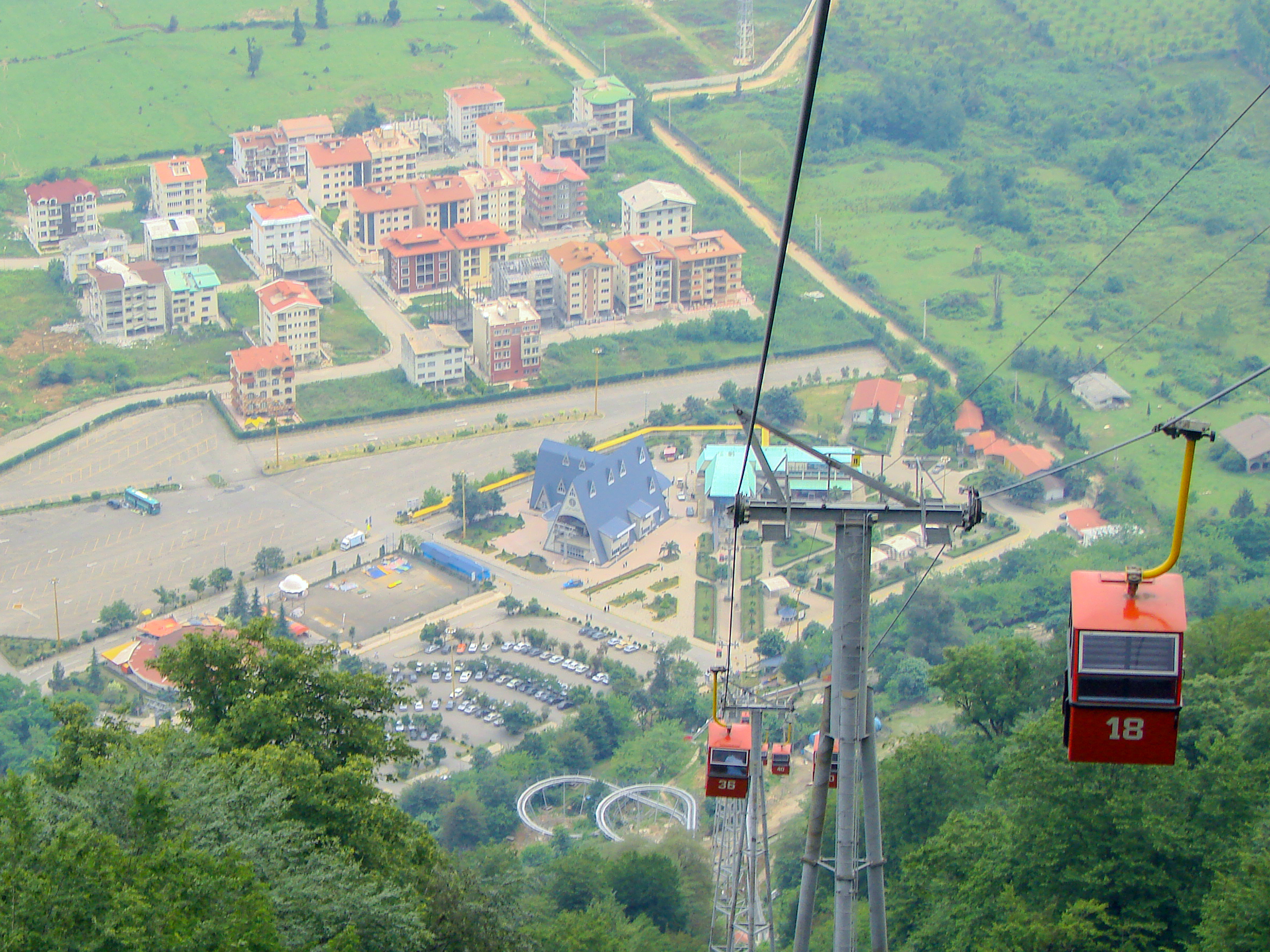
Namakabrud vue du téléphérique.

Le premier projet de construction de ce village a été lancé par Messieurs Dazz, Tcharkhab et Hovard Homfari. D’après le projet de Monsieur Hovard Homfari, la route de Tchalous devait croiser le nord de la route de Namakabroud menant aux villas et à l’hôtel Hite et le Marina au sud.